# Marius Bako
Marius Bako (* 22. Februar 1985) ist ein ehemaliger neukaledonischer Fußballspieler.

## Karriere

### Verein
Von mindestens der Saison 2007/08 bis zum Ende 2010 spielte er für die AS Magenta. Danach wechselte er zum FC Gaïtcha, um von diesem Anfang 2016 wieder zurück zur AS Magenta zu wechseln. Hier spielte er dann nochmal bis 2017. Ob er danach direkt seine Karriere beendete oder doch noch einmal woanders spielte, ist nicht bekannt.

### Nationalmannschaft
Seinen ersten bekannten Einsatz im Dress der neukaledonischen A-Nationalmannschaft hatte er am 17. November 2007 bei einem 3:3 gegen Fidschi während der Ozeanien-Qualifikation für die Weltmeisterschaft 2010. Nach einer weiteren Partie hier kam er erst beim Coupe de l’Outre-Mer 2010 wieder zum Einsatz.
Im darauffolgenden Jahr nahm er nach einigen Freundschaftsspielen mit seinem Team an den Pazifikspielen 2011 teil und gewann auch das Turnier. Zuletzt wurde er für seine Mannschaft noch im Juni 2012 bei der Qualifikation für die Weltmeisterschaft 2014 eingesetzt.